# 豐岬站

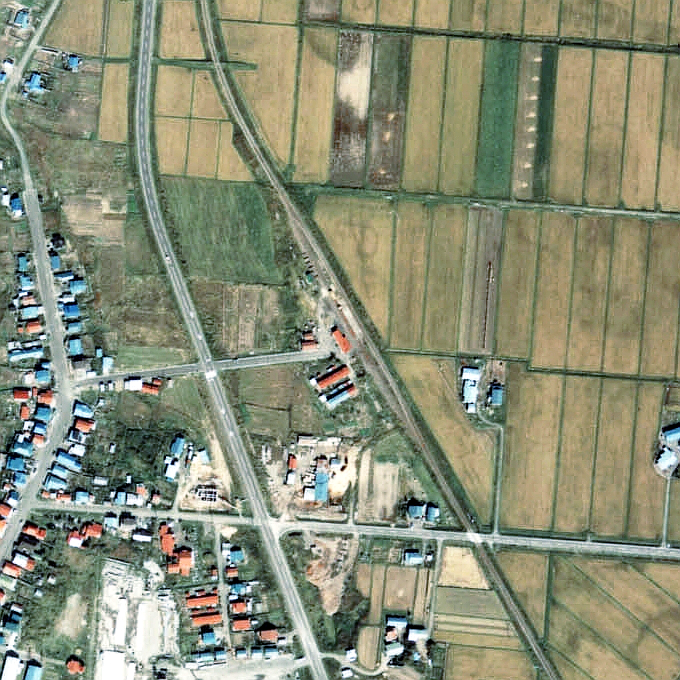
1977年的豐岬站與方圓約500米範圍。上方為幌延方向。車站位於豐崎地區的北邊，周邊為稻田地帶。雖然已經成為了無人車站一帶時間，但是島式月台和車站大樓一方的側本線仍然存在。

豐岬站（日语：／ Toyosaki eki */?）是位於北海道苫前郡初山別村字豐岬，日本國有鐵道（國鐵）的羽幌線車站（廢站）。隨著羽幌線廢線，車站在1987年（昭和62年）3月30日廢除。

## 歷史
- 1958年（昭和33年）10月18日 - 日本國有鐵道（國鐵）羽幌線初山別站至遠別站之間開通，此站啟用[1]。當時為一般車站[1]。
- 1970年（昭和45年）9月7日 - 結束處理貨物和行李[1]，交會設備廢除。同時成為無人車站（簡易委託車站）。
- 1985年（昭和60年） - 中止簡易委託，不再委托發售車票。
- 1987年（昭和62年）3月30日 - 羽幌線全線廢除，此站也廢除[1]。

## 車站構造
截至車站廢除前，車站是一座地面車站，設有1面1線的島式月台（只使用單邊）。月台位於路軌西邊（幌延方向的列車會開啟左邊車門）曾經此站設有1面2線的島式月台，當時可進行列車交會，為職員配置站。靠近車站大樓的路軌不再成為列車交會設備後，成為了一條側線。
此站是無人車站。在有人車站時代還有車站大樓，大樓位於站內西邊。鄰接月台和站內平交道。

## 站名的由來
車站取自所在地「字豐岬」。相傳該地區的海角（海岬）附近豐收鯡魚而得名。

## 車站周邊
- 國道232號（日语：国道232号）（天賣國道/日本海奧羅龍線（日语：日本海オロロンライン））
- 豐岬郵局
- 初山別村立豐岬中學
- 初山別村立豐岬小學
- 岬溫泉 - 距離車站約1.5公里[2]。

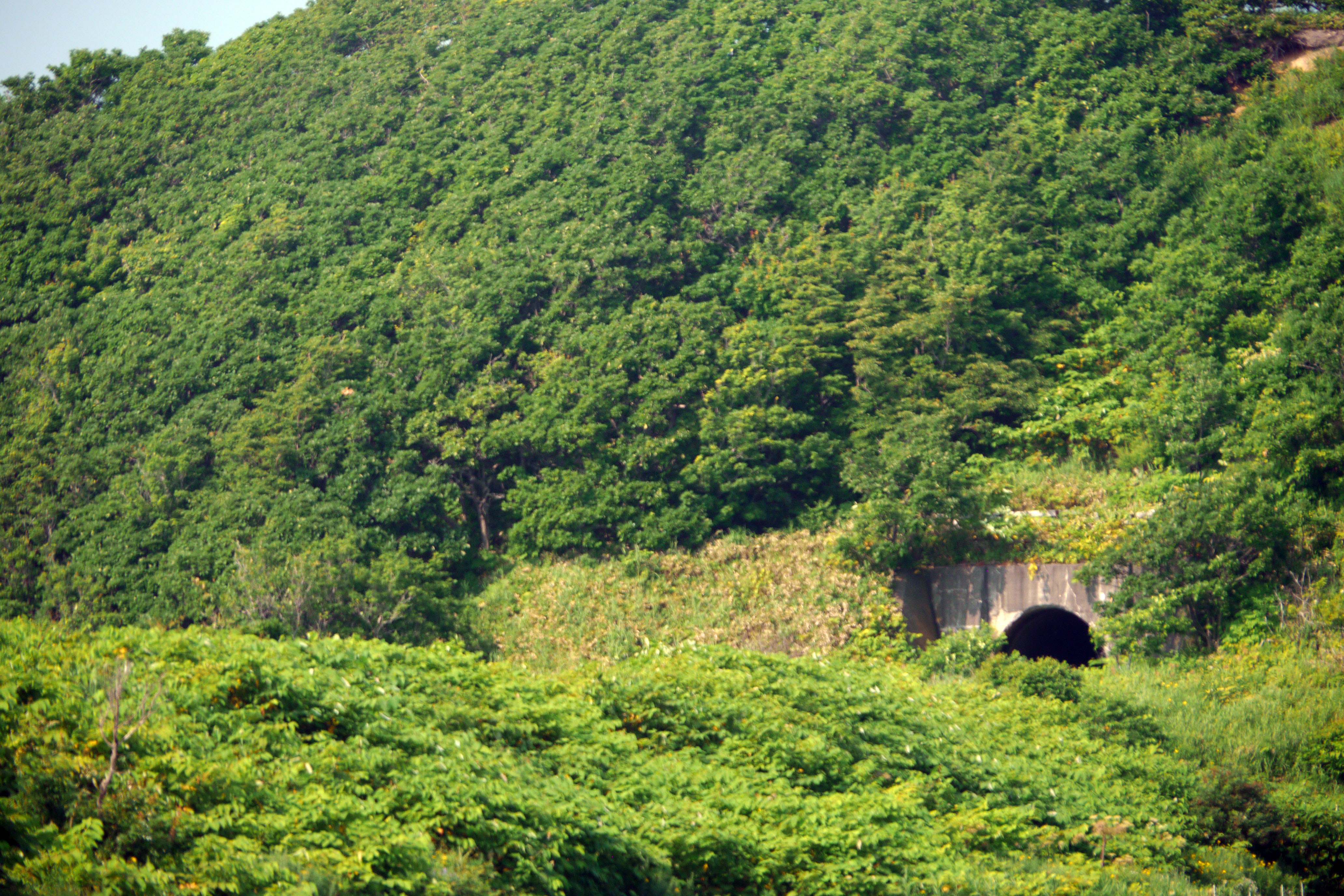
大澤隧道（2011年）車站北邊

- 金比羅岬 - 距離車站西南方約2.4公里[2]。現時，該處設有道之驛☆浪漫街道初山別（日语：道の駅☆ロマン街道しょさんべつ）、初山別天文台和初山別溫泉（日语：初山別温泉）。
- 風連別川
- 沿岸巴士「豐岬」巴士站

## 現況
截至1999年（平成11年），站前的道路還存在。車站位置變成了物資存放處。

## 相鄰車站
日本國有鐵道
羽幌線
初山別－豐岬－天鹽大澤

## 注腳
1. 1 2 3 4 5 6 7  石野哲（編）. . JTB. 1998: 872. ISBN 978-4-533-02980-6 （日语）.
2. 1 2 3  宮脇俊三 (编). . 原田勝正. 小學館. 1983-07: 201. ISBN 978-4093951012 （日语）.
3. ↑   第1版. 札幌市: 日本国有鉄道北海道総局. 1973-03-25: 109. ASIN B000J9RBUY （日语）.
4. ↑  宮脇俊三 (编). . JTB CAN BOOKS. JTB出版. 1999-03: 23. ISBN 978-4533031502 （日语）.

## 外部連結
- 羽幌線廢線跡調査 （页面存档备份，存于）（日語）